# Nagykőrös
Nagykőrös là một thành phố thuộc hạt Pest, Hungary. Thành phố này có diện tích 227,94 km², dân số năm 2010 là 24898 người, mật độ 109 người/km².